# Fritz Müller (pilot)
Fritz Müller – niemiecki as myśliwski z okresu II wojny światowej. Uzyskał 22 zwycięstwa powietrzne, w tym 7 latając na myśliwcu odrzutowym Messerschmitt Me 262.